# Клуб «Рай»
Клуб «Рай» (англ. Club Paradise) — американская кинокомедия режиссёра Гарольда Рамиса 1986 года.

## Сюжет
Джек Моникер, пожарный из Чикаго, становится неработоспособен из-за несчастного случая. На деньги, полученные по страховке, он решает поехать на Карибы и там наслаждаться жизнью. Он покупает себе маленький участок земли и живёт там с другими уставшими от благ цивилизации людьми. Среди его друзей — губернатор острова Энтони Кройден Хейс.
Друг Джека регги-музыкант Эрнест Рид владеет небольшим ночным клубом на пеобережье, который находится под угрозой закрытия. Джек помогает ему деньгами и они становятся партнерами в клубе «Рай». С помощью Филлипы, на которую Джек положил глаз, они превращают ночной клуб в курорт. Вскоре прибывает первая партия туристов — разношерстная компания яппи, желающих хорошего отдыха: кто-то — просто лежа на берегу моря, кто-то жаждет любовных приключений, а кому-то хочется пожить жизнью дикарей.
Застройщик Войт Цербе хочет, чтобы Джек и Эрнест продали своё заведение, чтобы построить на нём роскошный отель с казино для богачей. К клубу «Рай» начинают предъявлять претензии власти и контролирующие учреждения, поскольку Цербе на короткой ноге с премьер-министром острова Соломоном Ганди. Несмотря на это, Джек и Эрнест не сдаются. Премьер-министр приказывает солдатам атаковать клуб. С помощью друзей и Хейса Джек и Эрнест побеждают премьер-министра, а Цербе покидает остров.

## В ролях
- Робин Уильямс — Джек Моникер
- Питер О’Тул — губернатор Энтони Кройден Хейс
- Рик Моранис — Барри Най
- Джимми Клифф — Эрнест Рид
- Твигги — Филлипа «Филадельфия» Ллойд
- Адольф Сизар — премьер-министр Соломон Ганди
- Юджин Леви — Барри Стейнберг
- Джоанна Кэссиди — Терри Хэмлин
- Андреа Мартин — Линда Уайт
- Брайан Дойл-Мюррей — Войт Цербе
- Джо Флаэрти — пилот
- Стивен Кэмпманн — доктор Рэнди Уайт
- Робин Дьюк — Мэри Лу
- Мэри Гросс — Джеки

## Съёмочная группа
- Автор сценария: Брайан Дойл-Мюррей
- Режиссёр: Гарольд Рэмис
- Оператор: Питер Хэннан
- Композитор: Дэвид Мэнсфилд
Van Dyke Parks